# Gornji Kneginec
Gornji Kneginec es un municipio de Croacia en el condado de Varaždin.

## Geografía
Se encuentra a una altitud de 191 m s. n. m. a 83,1 km de la capital nacional, Zagreb.

## Demografía
En el censo 2011, el total de población del municipio fue de 5 359 habitantes, distribuidos en las siguientes localidades:
- Donji Kneginec - 737
- Gornji Kneginec - 1 655
- Lužan Biškupečki - 402
- Turčin - 918
- Varaždin Breg - 1 647

| Gráfica de población de Gornji Kneginec 1857-2011                   |
|                                                                     |
| Según los censos de población de la oficina estadística de Croacia. |